# 200 mètres féminin aux championnats du monde d'athlétisme 1991
Navigation
Rome 1987 Stuttgart 1993
L'épreuve du 200 mètres féminin des championnats du monde d'athlétisme 1991 s'est déroulée les 29 et 30 août 1991 dans le Stade olympique national de Tokyo, au Japon. Elle est remportée par l'Allemande Katrin Krabbe.
Merlene Ottey était invaincue sur la distance depuis mai 1989 mais n'avait pris que la troisième place du 100 mètres, battue par l'Allemande Katrin Krabbe et l'Américaine Gwen Torrence. Le même scénario se reproduit et les trois athlètes terminent dans le même ordre qu'au 100 m. Sur une piste humide, Krabbe prend le meilleur départ et n'est plus rejointe, tandis que Torrence, la plus rapide sur la deuxième moitié de course, dépasse la Jamaïcaine dans les derniers mètres.

## Résultats

### Finale
| Rang               | Athlète            | Pays             | Temps   | Temps décomposé   |
| ------------------ | ------------------ | ---------------- | ------- | ----------------- |
| Médaille d'or      | Katrin Krabbe      | Allemagne        | 22 s 09 | 11 s 07 / 11 s 02 |
| Médaille d'argent  | Gwen Torrence      | États-Unis       | 22 s 16 | 11 s 30 / 10 s 86 |
| Médaille de bronze | Merlene Ottey      | Jamaïque         | 22 s 21 | 11 s 17 / 11 s 04 |
| 4                  | Irina Privalova    | Union soviétique | 22 s 28 | 11 s 25 / 11 s 03 |
| 5                  | Galina Malchugina  | Union soviétique | 22 s 66 | 11 s 50 / 11 s 16 |
| 6                  | Dannette Young     | États-Unis       | 22 s 87 | 11 s 48 / 11 s 39 |
| 7                  | Pauline Davis      | Bahamas          | 22 s 90 | 11 s 67 / 11 s 23 |
| 8                  | Yelena Vinogradova | Union soviétique | 23 s 10 | 11 s 60 / 11 s 50 |

### Demi-finales
| Rang | Athlète              | Pays             | Temps   | Notes |
| ---- | -------------------- | ---------------- | ------- | ----- |
| 1    | Katrin Krabbe        | Allemagne        | 22 s 30 |       |
| 2    | Dannette Young       | États-Unis       | 22 s 69 |       |
| 3    | Pauline Davis        | Bahamas          | 22 s 80 |       |
| 4    | Yelena Vinogradova   | Union soviétique | 22 s 83 |       |
| 5    | Esther Jones         | États-Unis       | 23 s 22 |       |
| 6    | Julia Duporty        | Cuba             | 23 s 58 |       |
| 7    | Valérie Jean-Charles | France           | 23 s 64 |       |
| 8    | Simmone Jacobs       | Royaume-Uni      | 23 s 72 |       |

| Rang | Athlète           | Pays             | Temps   | Notes |
| ---- | ----------------- | ---------------- | ------- | ----- |
| 1    | Gwen Torrence     | États-Unis       | 22 s 58 |       |
| 2    | Merlene Ottey     | Jamaïque         | 22 s 59 |       |
| 3    | Irina Privalova   | Union soviétique | 22 s 70 |       |
| 4    | Galina Malchugina | Union soviétique | 22 s 92 |       |
| 5    | Silke Knoll       | Allemagne        | 23 s 49 |       |
| 6    | Maguy Nestoret    | France           | 23 s 79 |       |
| 7    | Sisko Hanhijoki   | Finlande         | 24 s 12 |       |
| 8    | Orit Kolodni      | Israël           | 24 s 27 |       |

## Légende
Records et Performances
- AR : Record continental (area record)
- CR : Record des championnats (championship record)
- MR : Record du meeting (meet record)
- NR : Record national (national record)
- OR : Record olympique (olympic record)
- PR : Record paralympique (paralympic record)
- PB : Record personnel (personal best)
- SB : Meilleure performance personnelle de la saison (season's best)
- WL : Meilleure performance mondiale de l'année (world leader)
- WJR : Record du monde junior (world junior record)
- WR : Record du monde (world record)

Circonstances et Conditions
- DNF : N'a pas terminé (did not finish)
- DNS : N'a pas pris le départ (did not start)
- DQ : Disqualification (disqualification)
- NM : Aucun essai valable enregistré (No Mark)
- Q : Qualifié « directement » au prochain tour (ou à la prochaine compétition), lors d'une compétition majeure, grâce au classement ou à la réalisation des minima (automatic qualifier)
- q : Qualifié au prochain tour (ou à la prochaine compétition), lors d'une compétition majeure, grâce au repêchage ou à la réalisation de l'une des meilleures performances parmi celles des « non qualifiés directement » (grâce au meilleur temps ou à la meilleure distance par exemple) (secondary qualifier)